# OS-tan
Las OS Girls, o también conocidas como OS Tan (OSたん?) entre los usuarios japoneses, son personajes antropomórficos basados en distintos sistemas operativos de Windows, Mac, y GNU/Linux, así como en otros tipos de software.
La popularidad de las OS Tan en Japón es notable. La idea de personificar a sistemas operativos proviene de folletos de software que llevaban dibujadas mascotas representando a la aplicación; luego, artistas aficionados en foros de discusión como 2ch y 2chan comenzaron a crear personajes inspirados en Windows y a definir sus personalidades. La popularidad de estos personajes creció, y a medida que sus historietas se han ido extendiendo, se han creado trabajos derivados tales como dibujos ASCII o animaciones flash conocidas bajo el nombre de Troubled Windows. También se han llegado a vender algunos dibujos representando a las OS-Tan en diferentes convenciones japonesas de anime.

## Características de los personajes

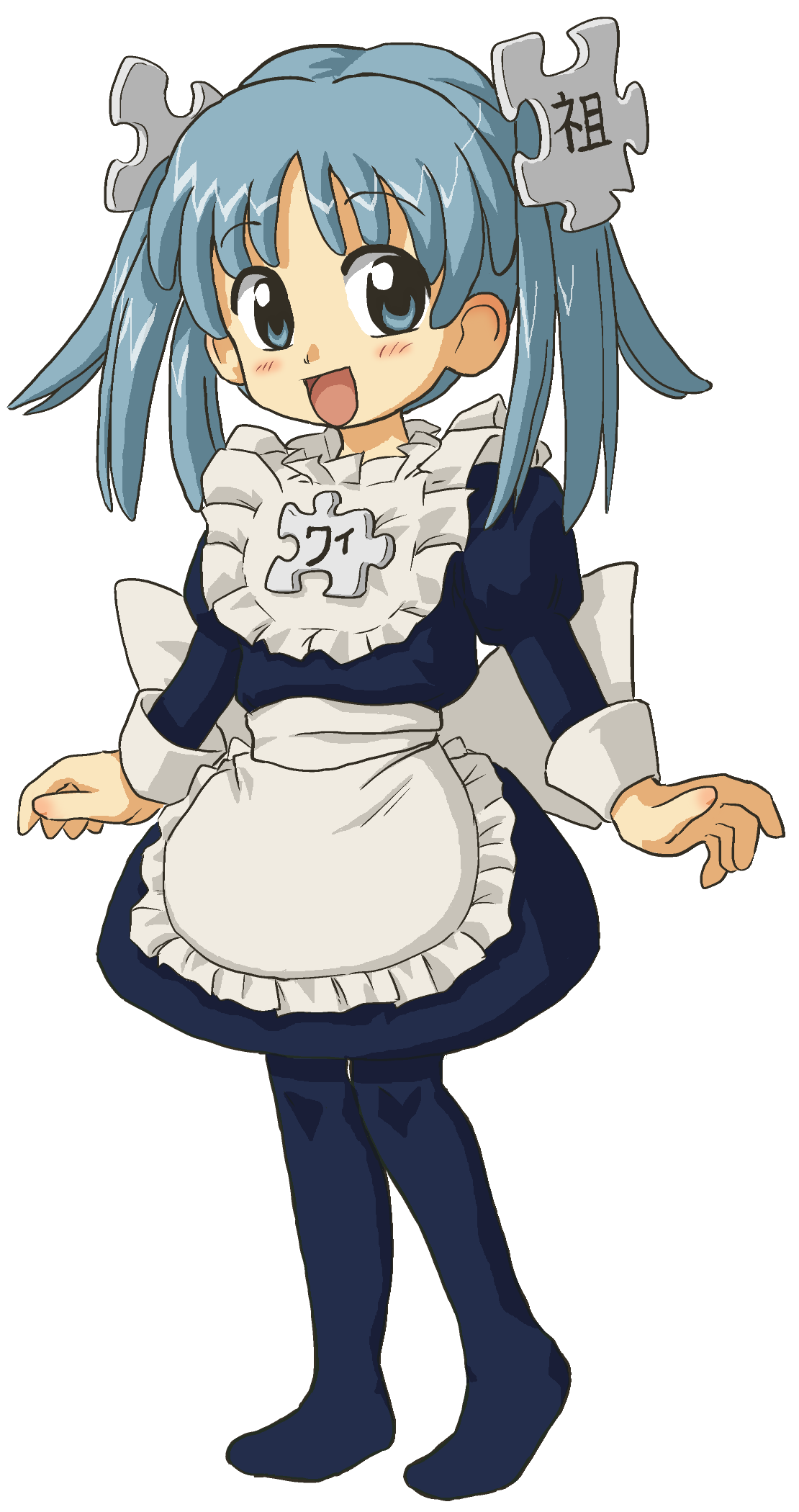
Wikipe-tan, la personificación de Wikipedia

### Cebollas
Comúnmente se les ve a las OS-Girls cargando cebollas como escudos o armas. Esto se debe a que en japonés, las cebollas son llamadas "negi", palabra cuya pronunciación es muy similar al nombre del firewall japonés NEGiES.

### Pechos
Es una de las características que refleja la percepción que los usuarios tienen del sistema operativo representado por el personaje. Por ejemplo, al personaje XP-tan se le representa con un gran busto, indicando que se le considera un sistema lento con alta demanda de recursos.
El tamaño de los pechos también puede determinar la estética del sistema operativo.[cita requerida] Sistemas como XP están diseñados con «estrellitas y silbatos», lo cual se refleja en el tamaño de los pechos de XP-tan, mientras que otros como MS-DOS, un sistema simple con solo una línea de comandos, tienen un tamaño mucho menor.

### Apetito
Otra manera de señalar los requerimientos de un sistema operativo es a través de su apetito. Como los usuarios consideran que XP utiliza demasiados recursos, a XP-tan se lo ve en muchas viñetas devorando cantidades ingentes de comida. Al contrario, al personaje de Windows 95 casi no se le ve comer.[cita requerida]

## Productos comerciales

### Fan Books
Publicaciones Ohzora produjo un libro basado en los personajes OS-tan, titulado Trouble Windows OS-tan FanBook (とらぶる・うぃんどうず OSたんファンブック?). Incluye ilustraciones de más de 25 autores. También incluye figuras de 95-tan, ME-tan y XP-tan, llamadas: OS Girl 95, OS Girl ME, OS Girl XP respectivamente, pero incluye un espacio moldeado para 2K-tan (llamada OS Girl 2K), vendida separadamente del fan book.

### Figuras
Microsoft estaba regalando figuras de Claudia Madobe, mascota de Azure, en la compra de Visual Studio 2010 Professional con MSDN por ¥173,250 ($2 190.20 USD). La figura de PVC tiene una estatura de 15-20 cm, y es de edición limitada, las órdenes se acabaron a finales de junio de 2012.

## Manga en línea
Microsoft Japón lanzó un manga con un nuevo personaje llamada "Claudia Madobe", una rubia bastante estética quien representa los servicios en la nube de Microsoft en una forma antropomórfica.
El manga se llama Cloud Girl: Windows, Clouds, and Azure Skies (クラウド ガール -窓と雲と碧い空- Cloud Girl – Mado to Kumo to Aoi Sora-?)  "Lit. Chica de la Nube: Ventanas(Windows), Nubes y Cielo Azul Celeste" y salió el primer volumen el 23 de mayo de 2011, de un total de 4 volúmenes. El fin comercial de este manga es promocionar a las corporaciones y desarrolladores, un producto de Microsoft llamado “Windows Azure cloud services system” que permite almacenar datos, aplicaciones, sincronizar agendas entre otras cosas de forma en línea con este servicio de Microsoft. Se puede ver un video introductorio sobre Microsoft Azure presentado por Claudia en la página de MSDN de Japón. Por lo que Claudia no es una OS-tan, sino una personificación de Microsoft Cloud, Azure.
Un cómic basado en el sistema operativo GNU/linux Ubuntu titulado Ubunchu! fue serializado en Kantan Ubuntu spinoff de la revista Weekly ASCII. El autor de este cómic es Hiroshi Seo, con la versión traducida al inglés por Fumihito Yoshida, Hajime Mizuno y Martin Owens. Versiones al español por: Yue, Arturo Silva, entre otros colaboradores interesados en traducir.

## Principales OS-Tan

### Windows 10
La nueva mascota de Microsoft tiene la voz de Ai Nonaka, Cual el público eligió con el nombre de Madobe Touko. Según su perfil tiene 17 años.
También se ha explicado la tradición detrás de Touko:

"Su origen es por parte de la familia Madobe y ella se establace a 100 años en el futuro. Sus pasatiempos son los juegos en línea y ayudar a otros. Sus rasgos personales es ser una excelente estudiante y ampliar sus conocimientos en tecnología. Su representante a menudo se preocupa ya que ella es un poco espontánea. También disfruta animando a las personas que están trabajando duro y haciendo todo lo posible. También tiene un trabajo de medio tiempo en la compañía de computadoras personalizadas Akibano, donde ella es una aprendiz."

### Windows 8
Microsoft Japón en esta ocasión ha creado a 2 nuevas mascotas OS-tan, que vendrán acompañando un paquete para la versión del sistema “Windows 8 Pro x64 bits”. Sus nombres son Yuu Madobe (窓辺ゆう Madobe Yuu?) (cabello corto) y Ai Madobe (窓辺あい Madobe Ai?) (cabello largo) con voces de Asuka Nishi y Nao Tamura, donde ambos paquetes incluirán además del sistema un mouse touch Wedge por 19,980 yenes (Aprox. $255 USD). La diferencia entre ambos paquetes será meramente estética, donde cada uno vendrá con un sistema personalizado en temas con su respectiva OS-Tan.

### Windows 7

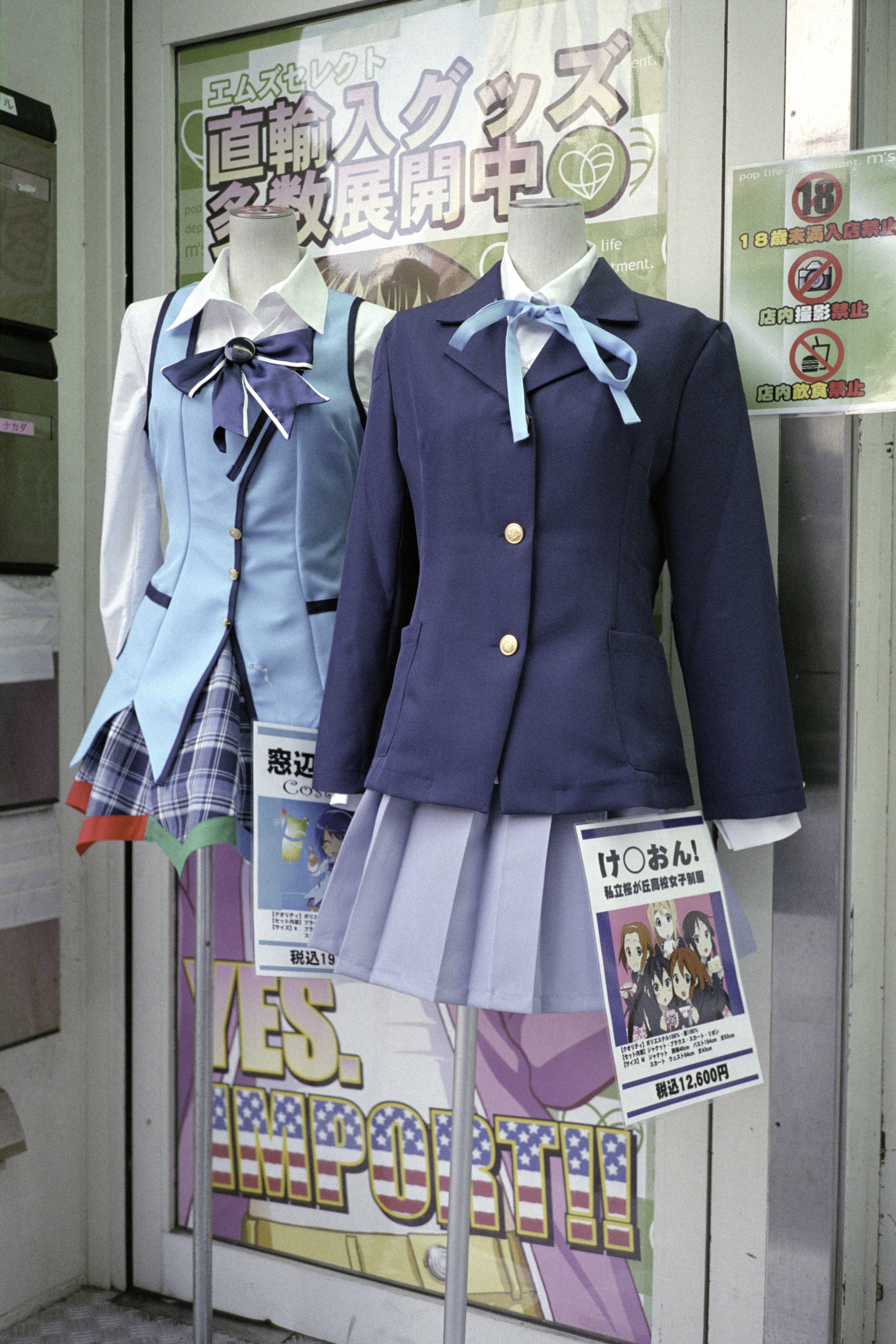
Uniforme de Madobe Nanami (izquierda).

Akiba PC reportó que las primeras 7777 copias de las ediciones japonesas de Windows 7 Ultimate DSP incluyen un papel tapiz (wallpaper) y un juego de sonidos para el personaje llamado Nanami Madobe (窓辺ななみ Madobe Nanami?), la cual fue Nana Mizuki quién le dio voz. El personaje fue diseñado por Wakaba.窓辺あい La serie Premium incluye un tema de Windows 7 conteniendo 3 wallpapers, 19 juegos de sonidos de eventos y un CD con 5 sonidos extra de Nanami. La edición regular DSP incluye un pequeño tema de Windows 7 conteniendo un wallpaper de Nanami y 6 juegos de sonidos de eventos. Esto la hace ser la primera OS-tan comercializada por la compañía que produce el sistema operativo. Además, el personaje también tiene su propia cuenta en Twitter.

### Windows Vista
Debido al anuncio del nuevo Windows Vista, los usuarios de Futaba han creado a una nueva OS-tan, llamada Vistan o Vis-tan. Se la representa como una ninja, en un tema de colores gris, y a veces con broches de pelo semejando tornillos tipo Philips, debido a que "vis" significa tornillo, en francés.
Otra versión que está tomando mucha popularidad para la versión Ultimate es una chica de cabello verde con coletas simulando el Aero, con un traje negro y la palabra Vista al frente, también hay variantes para las versiones de Starter, Home y Business.

### Windows Longhorn
Beta y nombre código de Windows Vista. Un dibujo la muestra como una muchacha con el cabello azul oscuro y dos cuernos que se extienden desde la parte de atrás de su cabeza al frente; su ropa es blanca excepto por los hombros dónde es negra. Lleva las letras L y H en su pecho. Un diseño más común es una chica con el pelo castaño con coletas largas que llevan una o dos grapas que semejan una naranja y un logotipo negro que se parece la cabeza de un toro estilizado.

### Windows 2003 Server (Saba)
Windows 2003 Server (Saba) se dibuja a menudo como una chica-pez con un hub ethernet como un gorro en su cabeza. La forma de chica pez se debe a que la palabra servidor (en inglés, "server") se pronuncia en Japón como saaba, lo cual es muy parecido a la palabra utilizada para denominar a un pez llamado caballa (mackerel, en inglés). Otras versiones la muestran como una muchacha con una falda blanca corta y un top estilo chaleco una cola larga en la parte de atrás (normalmente con una inclinación) y el logo cuadrado de Windows en su cuello y en la cola. En algunas otras representaciones, tiene un cinturón hecho de cable de ethernet envuelto alrededor de su cintura.

### XP Profesional
XP es una chica atractiva, de cabello oscuro, que lleva el logotipo de XP como una cinta de pelo. Suele ser criticada por requerir grandes recursos y ser muy bonita, pero sin ser igualmente útil. XP-Tan lleva poca ropa y está provista de grandes pechos. También, debido a su alta demanda de memoria, come demasiado y a veces es representada sosteniendo un gran cuenco vacío con la palabra "memoria" en él pidiendo todavía más.

### XP Home
También conocida como Homeko, XP Home es una variante que representa al sistema operativo Windows XP Home. Ofrece una mirada más reservada, semejante la su hermana XP. Tiene broches con las letras "XP" en el cabello en lugar de una cinta, y tiende a llevar una coleta corta. Existe una variante aún más rara: XP Media Center Edition. Esta tiene pelo corto y aretes pequeños del mismo estilo que el broche de XP Profesional.

### WinME
Fue la primera OS-Tan creada y se considera la representación más hermosa del "infame, maligno e inestable" Windows ME. Su apariencia raramente varía, por lo que es fácilmente reconocible: su cabello es verde, con unas largas colas de caballo, y usa un uniforme de sirvienta con una insignia "!" al frente. Me-Tan es muy servicial y siempre quiere ayudar a su amo (Toshiaki), pero como normalmente falla y se traba cuando intenta hacer algo, bloqueándose muy a menudo, suele irritar a sus hermanas. Cuando no está trabada o fuera de control, tiende a hacer cosas que muestran una falta de sentido común o conocimiento, como poner refresco en un horno microondas o intentar matar a las personas girando una cebolleta. A pesar de sus defectos, o quizás debido a su condición lastimosa, la torpe Me-Tan es "una de las OS-Tan más queridas".

### Win2K
Existen variantes, pero la más común es Win2K Professional. Normalmente es dibujada como una mujer inteligente, profesional, con el cabello corto de color azul, lentes, y broches parecidos a orejas de gato que flanquean un gorro blanco pequeño o rizo, similar al broche de las sirvientas con una ventana de Windows dibujada. Su traje se parece a un bañador cuyo colorido hace pensar en el logotipo de Windows. Viste también una chaqueta larga. Se piensa que esto refleja la creencia de que Windows 2000 es el sistema más estable, fidedigno, y equilibrado de la familia de sistemas Windows. Este personaje se caracteriza como la mujer confiable de las OS-Tans y la perfeccionista del grupo. Debido a su mayor estabilidad comparada con WinME, que salió un poco después, 2KTan se representa a menudo como el guardián de Me-Tan.

### Windows CE
Siendo un OS diseñado para dispositivos pequeños, la personificación de Windows CE se retrata como una diminuta hada con alas y usando un cable-vara USB. Debido a que el sistema operativo de la Sega Dreamcast era una versión modificada de Windows CE, hay varias ilustraciones de CE en las que está de pie en o alrededor del logotipo del remolino del Dreamcast.

### Win98yWin98SE
Existen varias variantes, pero las más comunes son un par de muchachas jóvenes. La primera edición de 98 tiene un uniforme azul y blanco, cabello azul marino con un broche formando un "98" y un logotipo de ventanas como parte de una corbata. La segunda edición de 98 (Win98SE) normalmente tiene cabello gris-azul y un traje de marinero verde con las letras SE al frente.
Dos versiones primarias de las OStan que continúan siendo usadas junto con las chicas son un par de Cajas de cigarros con pequeños palos simulando pies y brazos, con el rostro burdamente dibujado en el frente, basado en el juguete 'Vulcan 300' que aparecía en la serie de anime Konjiki no Gash Bell!! (Zatch Bell!). Ambas chicas hacen uso regular de estos ahora como 'trajes mecánicos. El 'mech-box' usado por 98 es de color azul, e igualmente el 98SE mech-box tiene un tema verde aqua. Los mechs a veces se muestran como guardianes o amigos a las 98-Tan, y otras veces las chicas se meten en ellos para pilotearlos. Los tamaños de las cajas pueden variar, yendo del tamaño de una muñeca cuando son cargadas por las OS-Tan, hasta el tamaño de adulto cuando están dentro de las cajas.
Aun cuando las dos chicas son bastante tímidas, 98SE es la que más se esconde en su caja.

### Windows 95 OSR 2.5
La última versión parcheada de Windows 95, OSR2.5-tan tiene el cabello castaño, más corto que el de 95-tan, atado con un moño negro parecido al de 95-tan y un pequeño listón que forma el número "2.5". Viste de una manera similar a 98-tan, con una blusa blanca sin mangas, una corbata en moño roja, falda negra larga, y guantes largos. OSR2.5-tan ve las otras OS-tans (comúnmente las hermanas 98 y ME-tan) como enemigas, pero sus planes nunca resultan en el enojo de sus hermanas.

### Win95
95 se representa normalmente como una chica tradicional de la temprana era moderna de Japón. Es una mujer de vista pacífica de cabello castaño vistiendo un kimono con una cinta en su cabello que muestra los cuatro colores de Windows. El modelo de su kimono está basado en el archivo "hana256.bmp" el cual se usó como fondo de escritorio en la versión japonesa de Windows. Lleva sandalias gruesas (geta o zori(?)). Su ropa es la típica de las estudiantes del Japón en vías de modernización (del período Meiji al período Taisho), por lo que el fondo cultural como comparación de la modernización de Windows a la modernización de Japón se ve en ella.
La mayoría de sus actividades comunes son beber té, servir comidas u otros quehaceres domésticos. Un tema recurrente es su desconocimiento de las tecnologías post-95 como los dispositivos USB y las conexiones a Internet de banda ancha. También es representada de vez en cuando sosteniendo una katana de una manera agresiva, simbolizando que sus sistemas operativos descendientes lograron la dominación completa del mercado de la computación personal. Una tira cómica la muestra hablando con otras OS-Tans acerca de derrotar a las Mac-Tan, a las cuales odia bastante.
Debido a que el navegador Mozilla Firefox es incompatible con Windows 95, en algunas historietas se puede ver como algunas de sus hermanas le recomiendan "pensar en ruso" y la incapacidad de 95-Tan de internalizar tal idioma.

### Windows NT
Un personaje no muy común, NT-tan tiene el cabello lacio y de color morado claro, y usa un vestido simple, color rosa. Su edad puede variar de niña a adulta, y a veces se la representa como la madre de 2K-tan y ME-tan.
Otra versión, Windows NT Workstation, también existe y es mucho más común que la original NT-tan. NT tiene la representación en rōmaji "enu ti" - Lo cual es muy parecido a "inu ti", de ahí se desprende la palabra "inu" que significa perro, en japonés. Inu-T tan tiene cabello azul, orejas y cola de perro, un collar, y guantes y botas que asemejan patas de perro, de color azul que combinan con sus orejas y cola.

### Windows 3.11
Windows 3.11 es un personaje raro. En sus pocas apariciones se han usado un 'mech-box' blanco similar al usado por 98 y 98SE, pilotado por una chica de negro. Otra versión que se ha vuelto más popular es una mujer joven de cabello blanco en un vestido violeta largo, con un broche "3.11" en su cuello. Normalmente se acompaña por un gato negro (DOSkitty) o una catgirl (gatita o mujer gata) con cabello negro con uniforme de sirvienta, ambos representando a DOS. (Recuerde que Windows 3.11 tenía que arrancarse y correr desde DOS.)

### DOS
MS-DOS también es un personaje bastante raro. Es una niña linda pero muy tímida. Lleva un teclado y normalmente se la muestra asomándose alrededor de las esquinas. Normalmente se la representa en alguna parte escondida en el fondo, fuera de vista, en analogía con el funcionamiento del propio MS-DOS en las versiones no-NT de Windows. Otra representación más común de DOS es DOSkitty, un pequeño gato negro con un collar que tiene las letras DOS, que acompaña siempre a 3.11-tan. (Lea arriba)

## Otras OS-tans

### Mac OSX
La chica Mac OS X se representa a menudo como chica gato, siguiendo con la tradición del "Gato Salvaje" que sigue Macintosh. (Cada Mac OS X tiene como nombre código "Jaguar", "Panther", "Tiger" y así sucesivamente.) Por otra parte, se representa también como una variación más vieja del Mac OS 9 girl, llevando una chaqueta blanca y un Airport (dispositivo inalámbrico para Mac) como un sombrero.

### Mac OS 9
La Mac OS 9 es la MacOs Girl más común. Es rubia, y muestra una cinta formando un 9 y un traje de "platino blanco". Normalmente lleva una manzana grande en su cabeza, o una bomba representando al diálogo de error de Macintosh. Otros accesorios comunes son un vestido blanco con el logotipo de Mac. Normalmente amistosa y grave, OS 9 es conocida por volverse loca cuando la hacen enojar.
También es representado por un chico joven de cabello gris que generalmente está hablando con la ME-TAN sugiriendo que tienen alguna clase de relación.

### GNU/Linux
Originalmente visto como un pingüino barbado (una referencia a Tux, la mascota pingüino del kernel Linux), la imagen más amistosa es de una muchacha con casco y patas era escogida como una alternativa humana. Su casco normalmente tiene cuernos en él, probablemente una referencia al GNU que normalmente se corre con Linux como su programa kernel (de "GNU/Linux"). Los "dientes" en el casco son una referencia a KDE, un ambiente del escritorio de común uso con GNU/Linux. También se ve a menudo con una lanza que tiene banderas atadas representando a las utilidades GRUB, LILO y GCC.

### Android
El publicador Japonés ASCII creó una línea de Androids-tans inspiradas en los proveedores de dispositivos de todo el mundo. En la serie de yonkoma Hana no Android Gakuen (Las Bellezas de la Academia Android) son personificadas los mayores fabricantes de dispositivos, entre los que están Sony Ericsson-tan, Motorola-tan, HTC-tan, Samsung-tan, LG-tan, Sharp-tan, Fujitsu-tan, y Casio-tan.

### American-Tan
Las versiones americanizadas, llamadas XP-USA, Me-USA, 2K-USA, fueron publicadas en el Ohzora's FanBook como "TROUBLE･WINDOWS in USA" por Saint Muscle. Una versión en color de 16 volúmenes fue publicado por Pink Company como "Troubled Windows IN USA".

## Otros
Otros personajes también representados y de alguna manera ligados a las Os-Tan son:

### Productos Microsoft

#### Microsoft Azure
Claudia Madobe (クラウディア窓辺 Kuraudia Madobe?) es una chica rubia bastante estética quien representa al producto Microsoft Cloud Azure, servicios en la nube de Microsoft. Creada en Microsoft Japón. Tiene un hermano llamado Claude Madobe (クロード窓辺 Kurôdo Madobe?). Como nota curiosa, la fecha de nacimiento de Claudia es el mismo día que Windows 1.0 se puso a la venta.

#### Microsoft Silverlight
Hikaru Aizawa es el personaje oficial del software Silverlight. Creada en Microsoft Taiwán. Este personaje cuenta con tres hermanas: Rei, Aoi y Yuu; siendo Yuu la mayor de las cuatro.

#### Bing
En 2010, como parte de la campaña de MS Bing en Japón, Microsoft había decidido crear cinco personajes similares a Nanami Madobe, con 10 temas para Windows basados en ellas.
Las "chicas Bing" consistirían de Nanae, Nana, Nanako, Nanami y Nanao. Cada una contaría con caracteres típicos de las tropas anime, como "tsundere" o "amiga de la infancia". El plan fue por tiempo limitado, y actualmente no existe página oficial para la descarga de estos temas.

#### Internet Explorer
Microsoft, en un intento más por hacer que los usuarios de internet regresen a su navegador, Internet Explorer, dio a conocer a su Magical Girl Inori Aizawa.
En su página de Facebook, la adolescente de anime se describe como la personificación de Internet Explorer y hace un símil con la historia del Patito Feo; mencionando que antes era torpe, rara y lenta; pero que ahora está segura de sus habilidades y no puede esperar para mostrarlas.
Además, en un video, ella se enfrenta a todos los villanos del lado obscuro de internet, encarnados por varios robots; a los cuales derrota gracias al uso de sus poderes especiales.
La mascota ha sido creada por Microsoft Singapur y presentada en el Festival de Anime de Asia (Anime Festival Asia).

### Google-Tan
Se le ve como una científica de bata blanca (la interfaz de la web de Google es blanca) y posee una especie de diadema similar a las de las operarias de telemercadeo o de Call Center. En la diadema tiene la letra G de color azul, sus ojos representan las dos oo (cada ojo tiene una tonalidad rojiza y amarilla), y el resto de la diadema se compone de las letras G, L y E, completando así la palabra Google.

### Firefox-ko
Firefox-ko es una personificación del navegador Mozilla Firefox que normalmente es retratado como un espíritu de zorro japonés (kitsune) con atavío de sacerdotisa shinto. Su juego de colores se parecen al logotipo de Firefox.

### Dr. Norton
Doctor Norton, un doctor viejo y lujurioso, personifica a Symantec Norton, software Antivirus. Aun cuando es un médico ingenioso, se le conoce por pedir infamemente (e intentar) desnudar totalmente a las OS-Tan para una exploración física completa, aun cuando sabe que no tienen ningún error. La lujuria del doctor no tiene ningún límite, y su moralidad es nula. Su apariencia es como la de un fantasma japonés (la cola de humo en lugar de piernas) es una referencia al Norton Ghost, sistema de recuperación de datos de Symantec.

### Buster Trend Micro
Su nombre es Buster, es una personificación de otro software antivirus. Es un muchacho joven, con pelo rubio que lleva una Camiseta blanca con las palabras el "Trend Micro" y shorts rojos. Lleva una gorra roja al revés, una venda en su mejilla y lleva un maletín azul. Parece que le gusta también tomar una ojeada a los cuerpos de las OS-Tan, como Doctor Norton.

### Miss McAfee
Una personificación de otro software antivirus, pero las imágenes de este personaje son raras. Al contrario de los dos programas antivirus anteriormente mencionados, McAfee es una mujer rubia, llevando un vestido rojo largo. De vez en cuando lleva un monóculo, o un vestido al estilo de renacimiento europeo también en un esquema rojo-amarillo.

### Opera-tan
Opera-tan es la personificación del navegador Opera, de Opera Software. Usualmente se la ve como una chica rubia, de cabello largo y ojos azules de mirada pacífica. Viste un elegante traje azul que recuerda a un vestido de noche. Lleva un sombrero y un enorme broche en el pecho con forma de estrella (probablemente, en honor a los marcadores que se utilizan en este navegador).

### Toshiaki
La personificación de los usuarios anónimos de los foros de imágenes de Futaba (por ejemplo Nijiura). A veces mostrado como el amo de las OS tans, representando a los usuarios de computadoras en general. Es tan pervertido como Dr. Norton, si no más.
El nombre "Toshiaki" viene de los foros de Futaba; este nombre se les aplica a los usuarios anónimos.

### Shitsuji-kun
Shitsuji-kun representa un carnero mayordomo. No está relacionado con ningún sistema operativo, sin embargo, siempre está al lado de Inu-Ti tan, o de Homeo. Shitsuji-kun tiene el cabello corto, de color lana, con cuernos y orejas de carnero, usa un collar, camisa de manga larga blanca con un chaleco y moño guinda, y la mitad inferior del cuerpo es también de carnero.

### Os-Kuns
Llamados "OS-kuns", donde "-kun" normalmente es el honorífico japonés informal entre los varones; son la contraparte masculina de las OS-tans.
XP-kun es un hombre joven de veinte años, con una figura muy muscular, traje azul y ropa blanca, no muy diferente a XP-Tan, y varias cicatrices grandes en su pecho que forman las letras "XP". Su cabello es negro y con una cola de caballo. XP-kun tiene un temperamento agresivo.
XP Home-kun (conocido como Homeo) es un chico con cara de niño, que tiene el cabello verde y largo atado con una cinta, vestido generalmente con pantalones cortos y una chaqueta. Es una persona sexualmente confundida, víctima de las perversiones de su hermana Homeko.
Me-kun es un chico con una notable cara de niño (al igual que Homeo) y con un traje café. Como Me-tan, tiene el cabello verde; pero al contrario de su hermana, lo encontramos a menudo a cargo de una situación, proporcionando conexiones de la red, fixpacks o leyendo la documentación de Ayuda a las OS-Tan.
2k-kun es un personaje raro, pero su apariencia y la conducta sigue el estilo de 2k-Tan. Viste un traje de negocios, gafas de lectura y usa celular. Aunque es hermano de la "mujer confiable", casi nunca se le ve trabajando.
95-kun es un samurái vestido con kimono y hakama, probablemente de 40 años de edad, armado (al igual que su hermana 95-tan) con una katana. Una actividad común de este personaje es beber sake, lo cual algunas veces le ha dado problemas.
98-kun y 98SE-kun no son personajes comunes, y no tienen representación definida. Lo más común es que se les muestre como ninjas completamente cubiertos por armadura (incluida la cara), siendo de color verde-aqua la de 98-kun, y azul la de 98SE-kun. Al igual que sus hermanas, poseen mech-boxs, pero estos son de color contrario al de sus hermanas (98-kun posee un mech-box verde, mientras el de su hermana es azul; 98SE-kun tiene un mech-box azul, cuando el de su hermana es verde).
OS9-kun, también conocido como Kurou-kun, es un muchacho alto, de cabello color gris platino, vestido con una camiseta sin mangas, pantalones cortos, guantes largos y a veces cargando una bomba (semejante a la de su hermana).